# BBC News

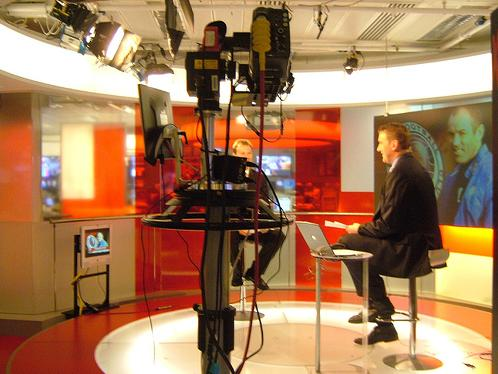
Studio BBC News (używane w zastępstwie głównego z lat 2003–2008)

BBC News Channel (do 20 kwietnia 2008 BBC News 24) – brytyjski kanał informacyjny, dostępny tylko w przekazie cyfrowym (naziemnym i satelitarnym) oraz w sieciach kablowych i właściwie tylko na terenie Wielkiej Brytanii. Jednak jego odbiór w Polsce jest możliwy.
Działa od 9 listopada 1997 roku. Stanowi krajową wersję starszego o dwa lata BBC World News, ale w przeciwieństwie do tej stacji, jest utrzymywany ze środków pochodzących z abonamentu radiowo-telewizyjnego. Newsroomy obu kanałów sąsiadują ze sobą przez ścianę w gmachu BBC Television Centre w zachodnim Londynie, korzystają też z tych samych dziennikarzy, a czasami także prezenterów. W przeciwieństwie do BBC World News, gdzie serwisy prowadzi zwykle jeden prezenter, w BBC News standardem jest para spikerów, która prowadzi ciągnący się przez cały dzień serwis, a nie jak w BBC World News szereg serwisów i programów 30 minutowych. W nocy (od 02:00 do 06:00 czasu polskiego) obie stacje mają wspólny serwis informacyjny, nadawany ze studia BBC News, ale poświęcony głównie tematyce międzynarodowej.
Obecnym logo BBC News Channel jest czerwony prostokąt z białymi logo BBC, pod nim napis „NEWS”.

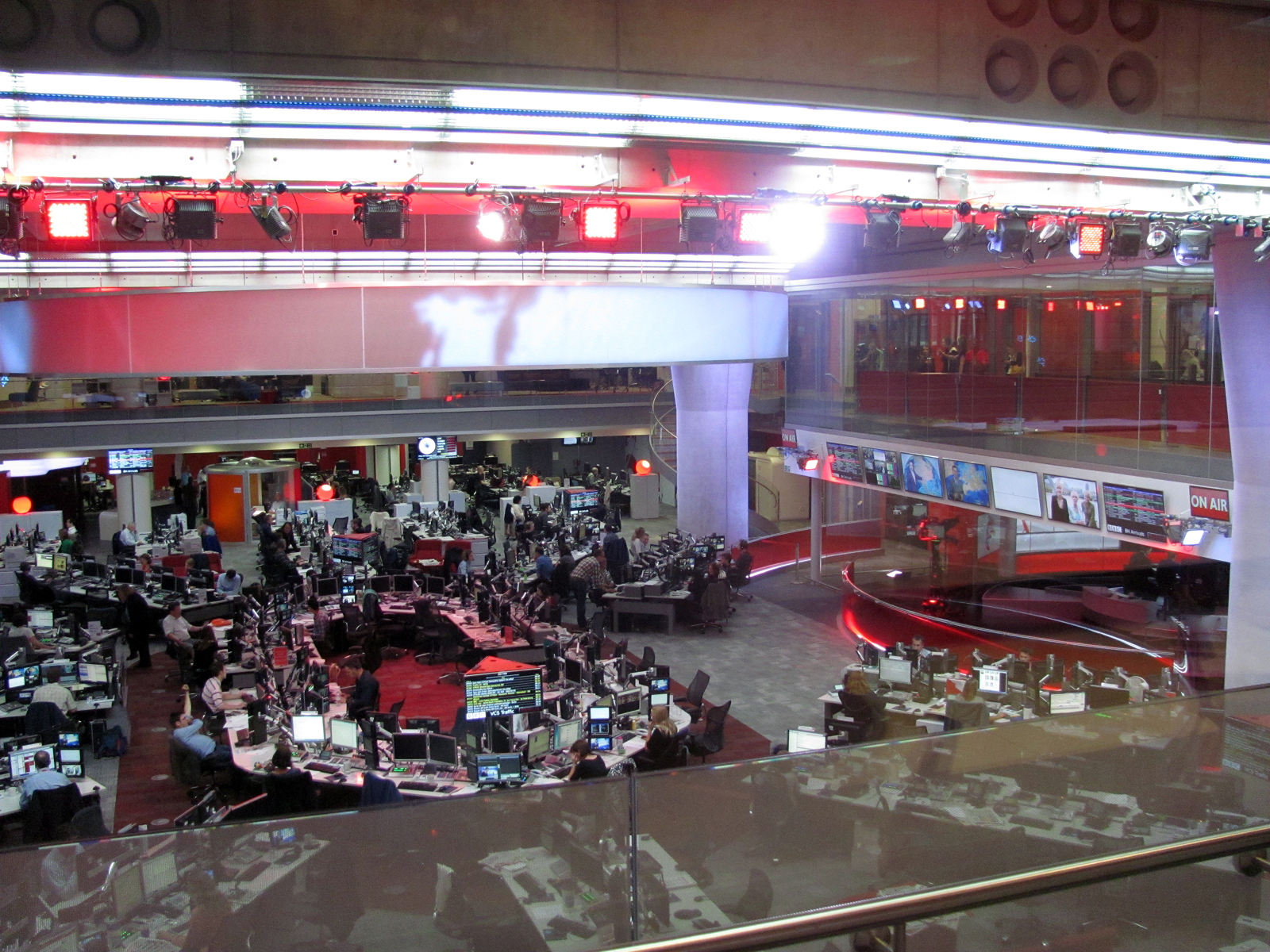
Studio i newsroom stacji (2013)

## Zatrudnienie

Dawne logo BBC News

W newsroomie BBC News w Londynie pracuje 50 dziennikarzy, którzy przygotowują materiały do serwisów informacyjnych (robią reasarch, montaż, koncepcje materiałów itd.).
Dla BBC News pracuje około 50 dziennikarzy terenowych w Wielkiej Brytanii. W samej centrali reporterów, którzy realizują materiały w „na ulicach” Londynu jest 2.
BBC News i BBC World News korzystają też z tych samych dziennikarzy terenowych, a czasami także prezenterów. W BBC News standardem jest para spikerów. Na jednej zmianie zatrudnionych jest 20 osób w reżyserce; są to wydawca i jego trzej zastępcy, realizator wizji, osoby obsługujące grafikę, scrolle, belki, dźwiękowcy, asystenci, inżynierowie etc. Dodatkowo zatrudnieni są operatorzy kamer, asystenci planu itd. BBC posiada ogromy dział planowania (assigment desk, planning), który jest wspólny dla wszystkich kanałów British Broadcating Channels (BBC, BBC One, BBC Two, BBC Three, BBC Four, BBC America, BBC Canada, BBC Choice, BBC Food, BBC Japan, BBC Kids, BBC News, BBC Prime, BBC World). Dział planowania zajmuje się zarówno zapewnieniem środków produkcji i realizacji (kamer, operatorów, wozów satelitarnych, ekip poruszających się samochodami, oświetlenia) dla kanału newsowego, jak i dla pozostałych kilkunastu anten radiowych i telewizyjnych. Jest on centralnie zarządzany z Londynu dla terenu całej Wielkiej Brytanii i całego świata.
BBC posiada 20 ośrodków lokalnych w Wielkiej Brytanii, które funkcjonują w największych ośrodkach miejskich. W ramach ośrodków pracują m.in. dziennikarze newsowi oraz ekipy zdjęciowe i sprzęt realizacyjny.
Materiały dziennikarskie są montowane w ośrodkach przez samych reporterów oraz w centrali, również przez samych reporterów. W ośrodku centralnym w kanale BBC News zatrudnionych dwóch montażystów, którzy opracowują bardziej skomplikowane materiały i reportaże.
BBC News funkcjonuje w systemie dwuzmianowym gdzie jedna zmiana trwa 12 godzin, pasma mają 5 godzin długości i do każdego pasma jest jeden wydawca, który ma dwóch zastępców wydających tzw. krótkie pasma, półgodzinne. W jednym paśmie półgodzinnym zwykle jest miejsce na serwis informacyjny, sport i pogodę. Praca dziennikarzy w newsroomie rozpoczyna się o 6 rano.

## Program
W BBC News nie ma programów publicystycznych, tematycznych etc. Serwisy informacyjne następują kolejno po sobie. Pięćdziesięciu dziennikarzy razem z asystentami pracuje nad materiałami do serwisów informacyjnych z różnych dziedzin (informacje ogólne, sportowe, pogoda). Serwisy informacyjne BBC News koncentrują swoją uwagę i przeznaczają dostępne środki produkcji na relacjonowanie tego co dzieje się na terenie Wielkiej Brytanii oraz na świecie w kontekście Wielkiej Brytanii.

BBC posiada bardzo rozbudowany serwis internetowy z dostępem do wszystkich materiałów emitowanych na antenie. Oprócz tego przygotowywane są serwisy do urządzeń przenośnych, HHD.
W nocy (od 02:00 do 06:00 czasu polskiego) BBC News przekazuje sygnał BBC World News. W weekendy ramówka właściwie nie ulega zmianie, jest uzupełniana o jeden lub dwa filmy dokumentalne, które są powtarzane kilka razy w ciągu soboty i niedzieli.